# Сальвадор, Жозеф
Жозеф Сальвадор (фр. Joseph Salvador; 5 января 1796, Монпелье — 17 марта 1873, Версаль) — французский историк и публицист еврейского происхождения.
Изучал медицину в Монпелье, получив степень доктора медицины за диссертацию «L’application de la physiologie à la pathologie» (1816). В дальнейшем, однако, оставил занятия медициной и обратился к изучению истории еврейского народа. В этой области опубликовал книги «Закон Моисея, или Религиозная и политическая система евреев» (фр. La loi de Moïse, ou Système religieux et politique des Hébreux; 1822), «История установления Моисея и еврейского народа» (фр. Histoire des institutions de Moïse et du peuple hébreu; 1828) и «История римского господства в Иудее и разрушения Иерусалима» (фр. Histoire de la domination romaine en Judée et de la ruine de Jérusalem; 1846). Двухтомное сочинение Сальвадора «Иисус Христос и его учение» (фр. Jesus-Christ et sa doctrine; 1838) представляет собой первую значительную попытку исследовать фигуру Иисуса с иудейской точки зрения; Сальвадор рассматривает христианское учение как своеобразный компромисс между иудаизмом и эллинизмом. Размышления Сальвадора о расхождениях между иудаизмом и христианством нашли отражение в наиболее известном его труде — книге «Париж, Рим, Иерусалим, или Религиозный вопрос в XIX веке» (фр. Paris, Rome, Jérusalem ou la question religieuse au XIX s.; 1859): Сальвадор выступал за создание обновлённого, синтетического религиозного культа.